# Reddingsdeken

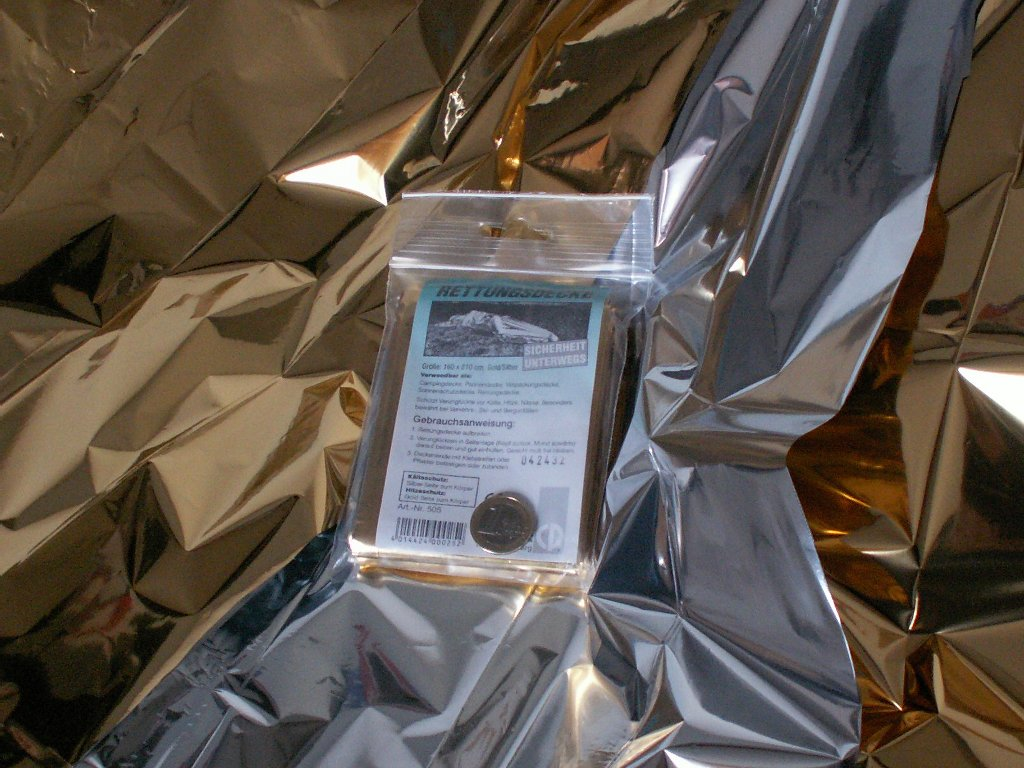
Reddingsdeken, de twee zijden in opengevouwen toestand en als pakketje opgevouwen

Een reddingsdeken, isoleerdeken, warmhouddeken of isolatiedeken  is een deken van een plastic folie die tot de EHBO-materialen behoort. De deken behoort meestal niet tot de standaarduitrusting van een EHBO-kit. In opgevouwen toestand is het een plat opgevouwen klein pakketje, terwijl in uitgevouwen toestand het een persoon geheel kan omhullen. Hij is warmte-isolerend door het vermogen tot warmte-reflectie, warmtegeleidend en waterdicht.

## Ontwikkeling
Het materiaal voor de deken werd in 1964 voor het eerst ontwikkeld door NASA's Marshall Space Flight Center voor het Amerikaanse ruimtevaartprogramma. Het materiaal bestaat uit een dunne laag plastic (vaak PET-folie) die is bedekt met een metaalreflectiemiddel, waardoor gemetalliseerd polyethyleentereftalaat (MPET) ontstaat, meestal goud of zilver van kleur, en dat tot 97% van opgestraalde warmte reflecteert.

## Toepassing
Een reddingsdeken heeft een zilverkleurige en een goudkleurige zijde.
- Met de zilverkleurige zijde traditioneel naar binnen gericht wordt hij gebruikt om warmte vast te houden, bijvoorbeeld bij onderkoeling, bij bewusteloosheid, een shock, of bij een langdurig verblijf in een koude omgeving.[1]
- Met de goudkleurige kant tegen het slachtoffer aan biedt hij géén bescherming tegen oververhitting. De warmte kan dan juist niet ontsnappen. De deken kan wel als parasol in de lucht voor de zon gehouden worden om een slachtoffer van oververhitting schaduw te bieden.[2][3][4]

De deken is brandbaar, dus hij kan niet als blusdeken worden gebruikt en ook niet in de directe omgeving van een brandhaard. Ook wordt het gebruik bij onweer afgeraden.

## Andere toepassingen
In noodsituaties in afgelegen gebieden kan een reddingsdeken als geïmproviseerd noodbaken voor reddingswerkers dienen, door hem zo neer te leggen dat zonlicht gereflecteerd wordt.